# Luís Onmura
Luís Yoshio Onmura (San Paolo, 29 giugno 1960 – Santos, 1º novembre 2024) è stato un judoka brasiliano.

## Biografia
Nippo-brasiliano di San Paolo, disputò tre Olimpiadi, nel 1980, 1984 e 1988. In quelle del 1984 vinse la medaglia di bronzo, dopo aver superato il britannico Kerrith Brown. 
Morì a Santos il 1º novembre 2024 all'età di 64 anni a causa di un carcinoma cutaneo spinocellulare della lingua.